# TVMax
TVMax es un canal de televisión abierta panameño. Fue lanzado el 3 de abril de 2005. Sus sedes de transmisiones se encuentran en la Ciudad de Panamá. Es propiedad de TVN Media. Su principal competidor es el canal RPC por el rating de fútbol y de la selección de Panamá.

## Historia
Este canal se deriva de la fallida licitación del SCN Canal 8, ya que ninguna empresa pudo cumplir con las exigencias del ente regulador, entonces se decide licitar las dos estaciones de televisión en la Ciudad de Panamá: los canales 7 y 9.
Fue creada para absorber toda la programación deportiva de su canal hermano TVN. Recibió la mayoría de las series, sitcom y programas de telerrealidad, y adquirió otras nuevas. TVMax está dirigido al público masculino y a la audiencia aficionada a los deportes, las películas de acción y series.
En agosto de 2008 TV Max transmitió más de 200 horas de los Juegos Olímpicos de Beijing 2008 y su periodista Jhonny Mosquera describió en directo desde China la consagración de la primera medalla de oro para Panamá en su historia en los JJ. OO.
En junio y julio de 2010, TVMax transmitió junto a su competidor RPC 40 partidos (semifinales y final incluida) de la Copa Mundial de la FIFA Sudáfrica 2010 .
TVMax cambió de imagen el 16 de mayo de 2016, cambiando la programación, logotipo y línea gráfica.

## Programación
La programación del canal está dirigida en su mayoría al público masculino, emitiendo a diario series, películas y programas variados entre ellos la emisión de series estadounidenses de la cadena NBC.
Destacan sus transmisiones de diversos deportes como; béisbol, fútbol, baloncesto, boxeo entre otros. Cuenta con los derechos de transmisión de importantes ligas internacionales.

## Eventos Deportivos

### Fútbol
- Primera División de Panamá (LPF)
- Copa de Oro de la Concacaf
- Partidos de la Selección de fútbol de Panamá
- Liga de Naciones de la Concacaf
- UEFA Champions League
- Copa América 2024
- Eliminatorias FIFA Copa Mundial 2026

### Béisbol
- Liga de Béisbol Mayor de Panamá
- Liga de Béisbol Juvenil de Panamá
- Liga Profesional de Béisbol de Panamá
- Major League Baseball

### Baloncesto
- Liga Panameña de Baloncesto

### Eventos multideportivos
- Torneos Nacionales de Lazo
- Juegos Olímpicos (Paris 2024)

## Eslóganes
- 2005-2016: Pura pasión
- 2016-2021: Full TVMax
- 2021-presente: Somos TVMax

## Locutores

### Equipo Deportivo
- Julio Shebelut
- David Salayandia
- Roberto "Datitos" Rivera
- Ricardo Icaza
- David Peña
- Gabriel Gómez
- Luis Molina
- Boris Castillo
- Claudya Carolina
- Marilú De Icaza
- Aelleen Del Valle
- Salvador Saldaña
- Jonathan Gutiérrez
- Lemo Jiménez
- Carlos Pérez